# NN-286
La carretera NN-286 es una vía departamental secundaria ubicada en el departamento de Carazo, en el suroeste de Nicaragua. Su trazado conecta comunidades rurales dentro del municipio, contribuyendo a la accesibilidad agrícola y el transporte local. Aunque no se dispone de información detallada sobre su longitud exacta o fecha de construcción, está registrada oficialmente en los listados del MTI.

## Trazado y cruces
La siguiente tabla muestra su recorrido, localidades y principales conexiones:
| km  | Localidad                | Departamento | Conexión / Ruta |
| --- | ------------------------ | ------------ | --------------- |
| 0.0 | Comunidad rural (Carazo) | Carazo       |                 |
| ... | Tramo intermedio         | Carazo       |                 |
| ... | Comunidad final          | Carazo       |                 |